# 吳懷中
吳懷中（英語：Rex Wu，1981年7月31日—）是一名台灣男藝人，爺爺是廣東人，在越南從事房地產生意，父親是越南華裔，在越南經營法國菜餐廳，吳懷中5歲時返國定居，參演過多部電視劇，並主持公共電視台《下課花路米》節目而獲得2006年廣播電視小金鐘電視類最佳演出人以及2010年入圍金鐘獎最佳兒童少年節目主持人獎。

## 電視劇
| 年份   | 頻道       | 劇名                     | 飾演   |
| 2000年 | 華視       | 《無河天》               | 朱效聖 |
| 2002年 | 台視       | 《再見螢火蟲》           | 顧子山 |
| 2003年 | 公視       | 《孽子》                 | 老鼠   |
| 2003年 | 東森戲劇台 | 《兩個月亮》             |        |
| 2005年 | 公視       | 《仙人掌男人》           | 田家傑 |
| 2006年 | 華視       | 《愛上小男人》           | 文必立 |
| 2011年 | 華視       | 《麻辣鮮師》             | 游富貴 |
| 2011年 | 華視       | 《飛行少年》             | 盧蘇偉 |
| 2012年 | 大愛       | 《陪你看天星》           | 李朝欽 |
| 2012年 | 大愛       | 《人間渡系列-迎向驕陽》  | 王文瑜 |
| 2012年 | 大愛       | 《白袍的約定》           | 洪宏典 |
| 2012年 | 台視       | 《東門四少》             | 林易   |
| 2013年 | 民視       | 《廉政英雄》店長的招牌菜 | 洪平進 |
| 2013年 | 大愛       | 《打開心窗》             | 張友綸 |
| 2014年 | 公視       | 《幾點回家》             | 鄭皓元 |
| 2014年 | 大愛       | 《春暖向陽天》           | 吳福枝 |
| 2014年 | 八大綜合台 | 《終極X宿舍》            | 大帥   |
| 2015年 | 大愛       | 《三寶要回家》           | 林三寶 |
| 2015年 | 大愛       | 《春子》                 | 邱軒   |
| 2016年 | 大愛       | 《蘇足》                 | 林育錩 |
| 2018年 | 三立台灣台 | 《炮仔聲》               | 蔡崇仁 |
| 2022年 | 三立台灣台 | 《一家團圓》             | 陳佳成 |
| 2024年 | 三立台灣台 | 《天道》                 | 宮少懷 |

## 電影
| 年份   | 劇名                                     | 飾演   |
| 2009年 | 對不起 我愛你                            |        |
| 2009年 | 《雨過天晴》(九二一大地震十周年紀念短片) | 林志明 |

## MV
- 永邦《你是我最深愛的人》飾:男主角

## 短片
- 崑山科技大學 視訊傳播設計系 畢業製作《默默的太空冒險》飾：吳恆

## 廣告
- 《7-11便利商店》
- 《台灣大哥大》
- 《大眾銀行》
- 《麥當勞》
- 《太子汽車》

## 外部連結
- 吳懷中 :: 痞客邦 PIXNET ::（页面存档备份，存于）
- 吳懷中的Facebook專頁
- 吳懷中的新浪微博
- 吳懷中在互联网电影资料库（IMDb）上的資料（英文）（英文）
- 吳懷中在香港影庫上的簡介
- 吳懷中在豆瓣上的资料（简体中文）
- 吳懷中在时光网上的簡介（简体中文）